# 恩施栒子
恩施栒子（学名：Cotoneaster fangianus）是蔷薇科栒子属的植物，为中国的特有植物。分布于中国大陆的湖北等地，生长于海拔1,380米的地区，常生于河岸边，目前尚未由人工引种栽培。